# テトラフルオロホウ酸塩
テトラフルオロホウ酸塩（英: Tetrafluoroborate）は、化学式BF−
4を持つアニオンである。また、四面体型の化学種で、テトラフルオロベリリウム酸塩（BeF2−
4）、四フッ化炭素（CF4）、およびテトラフルオロアンモニウム（NF+
4）と等電子的であり、実験室で同様の方法で用いられる過塩素酸塩（ClO−
4）を含む多くの安定で重要な化学種と原子価等電子的である。
テトラフルオロホウ酸塩は、フッ化物塩とルイス酸である三フッ化ホウ素（BF3）との反応、テトラフルオロホウ酸の塩基による処理、またはホウ酸のフッ化水素酸による処理によって生じる。

## 無機化学および有機化学におけるアニオン
テトラフルオロホウ酸塩の普及は、実験室における弱配位性アニオンとしての過塩素酸塩の使用減少につながった。有機化合物、特にアミン誘導体とでは、過塩素酸塩は爆発性の可能性のある誘導体を生成する。テトラフルオロホウ酸塩の欠点としては、加水分解およびフッ化物配位子の脱離による分解に対するそのわずかな感受性が含まれる一方、過塩素酸塩はこれらの問題を持たない。しかしながら、安全性の考慮事項がこの不便さを上回る。式量が86.8であるテトラフルオロホウ酸塩は、また都合の良いことに、当量の観点から最小の弱配位性アニオンでもあり、化学的または物理的要因において他の実質的な差異がない場合には、合成で使用するためのカチオン性試薬または触媒を調製するためにしばしば選択されるアニオンとなる。
テトラフルオロホウ酸アニオンは、硝酸塩、ハロゲン化物塩、あるいはトリフルオロメタンスルホナートよりも求核性および塩基性が低いため配位性がより弱い。したがって、テトラフルオロホウ酸塩を使用する場合、通常はカチオンが反応活性種であり、この四面体アニオンは不活性であると仮定される。テトラフルオロホウ酸塩の不活性さは次のような2つの要因に起因する。
- テトラフルオロホウ酸塩が対称的であるため負電荷が4つの原子上に均等に分布する

- 電気陰性度の高いフッ素原子から構成されており、アニオンの塩基性を低下させる。

アニオンの弱配位性という性質に加えて、テトラフルオロホウ酸塩は、関連する硝酸塩やハロゲン化物塩よりも有機溶媒への溶解性がしばしば高い（親油性）。テトラフルオロホウ酸塩に関連するものとしてヘキサフルオロリン酸塩（PF−
6）およびヘキサフルオロアンチモン酸塩（SbF−
6）があり、これらはいずれも加水分解や他の化学反応に対してさらに安定であり、その塩はより親油性である傾向がある。
例えば、チタン、ジルコニウム、ハフニウム、ケイ素由来のもののような極めて反応性の高いカチオンは、実際にテトラフルオロホウ酸塩からフッ化物イオンを引き抜くため、そのような場合にはテトラフルオロホウ酸塩は無害なアニオンではなく、弱配位性アニオン（例：SbF6–、BARF–または、[Al((CF3)3CO)4]–）を用いなければならない。さらに、表向きはカチオン性の錯体でも、他の場合では、フッ素原子が実際にはホウ素とカチオン中心の間で架橋配位子として機能する。例えば、金錯体（[μ-(DTBM-SEGPHOS)(Au–BF4)2]）は、結晶学的に2つの Au–F–B 架橋を含むことが見出された。
遷移金属および重金属のフルオロホウ酸塩は、他のフルオロホウ酸塩と同様の方法で生成される。すなわち、それぞれの金属塩が、反応させたホウ酸とフッ化水素酸に添加される。スズ、鉛、銅、およびニッケルのフルオロホウ酸塩は、HBF4を含む溶液中でこれらの金属を電気分解することによって調製される。

## フッ化物供与体
テトラフルオロホウ酸塩は、一般的に低い反応性にもかかわらず、1当量のフッ化物イオンを供給するためのフッ素源として機能する。アリールフッ化物の合成のためのバルツ・シーマン反応は、そのような反応の最もよく知られた例である。HBF4のエーテルおよびハロピリジン付加体は、アルキンのヒドロフッ素化のための効果的な試薬であると報告されている。

## 塩の例
フルオロホウ酸カリウムは、炭酸カリウムをホウ酸とフッ化水素酸で処理することによって得られる。
B(OH)3 + 4 HF → HBF4 + 3 H2O
2 HBF4 + K2CO3 → 2 KBF4 + H2CO3
アルカリ金属イオンおよびアンモニウムイオンのフルオロホウ酸塩は、カリウム、ルビジウム、およびセシウムを除いて、水溶性の水和物として結晶化する。
フルオロホウ酸イオンは、求電子性の高いカチオンを単離するためにしばしば用いられる。いくつかの例としては以下が含まれる。
- 溶媒和プロトン（H+（solv.）、テトラフルオロホウ酸）、H+·(H2O)n（"ヒドロニウム"）、H+·(Et2O)nを含む。
- ジアゾニウム化合物（ArN+
2）。
- テトラフルオロホウ酸トリエチルオキソニウム（英語版）（OEt+
3）のようなメーヤワイン試薬、最も強力な市販のアルキル化剤。
- ニトロソニウムイオン（NO+）、一電子酸化剤およびニトロシル化試薬。
- ニトロニウムイオン（NO2+）、ニトロ化試薬。
- フェロセニウム（Fe(C5H5)+
2）、および他のカチオン性メタロセン。
- [Ni(CH3CH2OH)6](BF4)2[5]。
- Selectfluor、フッ素化剤、および他のN–F求電子性フッ素源。
- ブロモニウムおよびヨードニウム種、py2X+（X = Br、X = I：バルレンガ試薬）およびAr2I+（ジアリールヨードニウム塩）を含む。

- テトラフルオロホウ酸銀(I)およびテトラフルオロホウ酸タリウムは[6]、便利なハロゲン化物イオン引き抜き剤である（ただしタリウム塩は非常に毒性が高い）。他のほとんどの遷移金属テトラフルオロホウ酸塩は、水、アルコール、エーテル、またはニトリルの溶媒和物としてのみ存在する。
- 遷移金属ニトリル錯体：[Cu(NCMe)4]BF4

テトラフルオロホウ酸第一鉄／第二鉄を含む電気化学的サイクルが、Doe Run社によって硫化鉛鉱石の熱製錬に取って代わるものとして使用されている。
イオン液体であり、また持続性カルベンの前駆体でもあるイミダゾリウム塩およびホルムアミジニウム塩は、しばしばテトラフルオロホウ酸塩として単離される。